# دوير (المتن)
دوير هي إحدى القرى اللبنانية من قرى قضاء المتن في محافظة جبل لبنان. وأغلب سكانها من المسيحيين